# Di tích nhà thờ Tam Tòa

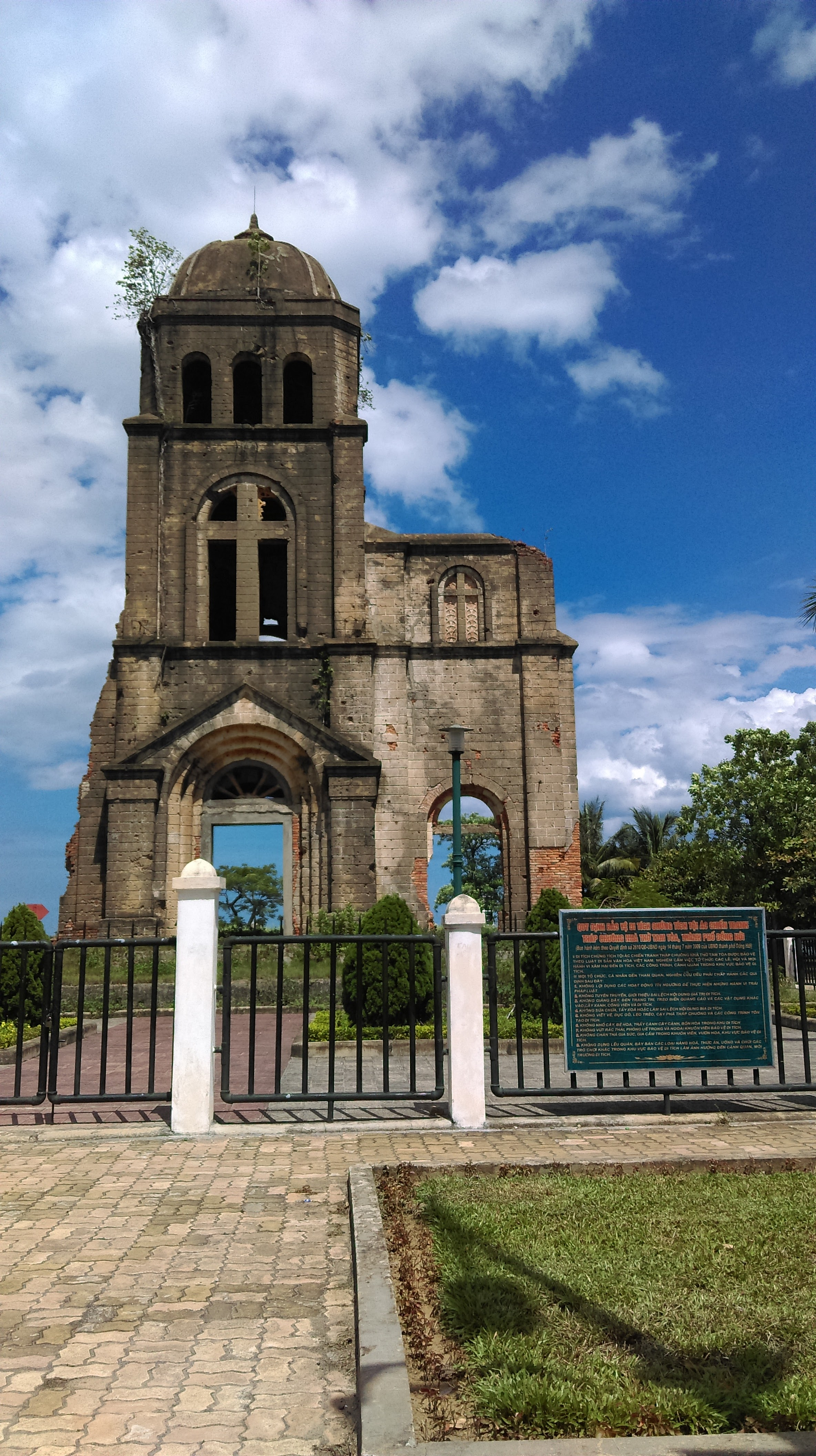

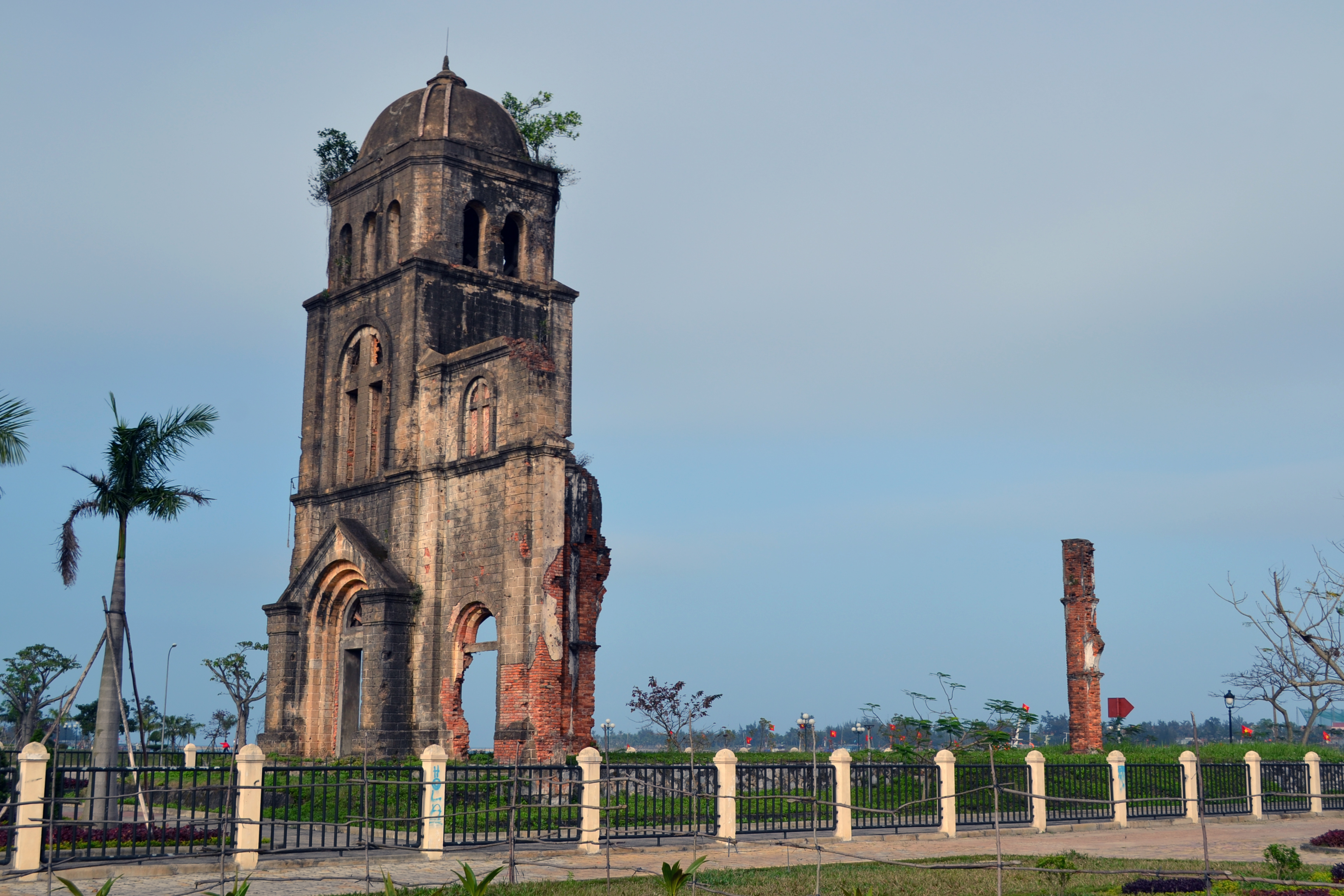
Phế tích của Nhà thờ Tam Tòa tại Đồng Hới, Quảng Bình.

Di tích nhà thờ Tam Tòa là một di tích nhà thờ Công giáo tọa lạc đường Nguyễn Du, phường Đồng Hải, thành phố Đồng Hới, tỉnh Quảng Bình. Nơi đây từng là nhà thờ của giáo xứ Tam Tòa, được coi là một trong những nhà thờ đẹp nhất ở Việt Nam. Trong Chiến tranh Việt Nam, nhà thờ bị bom đạn Mỹ đánh sập, chỉ còn lại phế tích và được bảo tồn về sau như một chứng tích chiến tranh.

## Lịch sử
Năm 1887, nhà thờ Tam Tòa được xây dựng, trở thành nhà thờ của giáo xứ Tam Tòa, vốn có nguồn gốc từ xứ đạo Đông Hải, một trong những xứ đạo đầu tiên trong lịch sử Công giáo tại Việt Nam. Nhà thờ được xây dựng với phong cách kiến trúc Bồ Đào Nha. Năm 1940, nhà thờ được tái thiết khang trang và hoàn chỉnh hơn.
Sau Hiệp định Genève năm 1954, hầu hết giáo dân xứ đạo Tam Tòa cuộc di đất xây dựng chỉ là cái cớ, Báo Quân đội Nhân dân, 25/7/2009</ref>
Trong 8 năm từ 1964 đến 1972, Không quân và Hải quân Mỹ nhiều lần không kích vào Đồng Hới. Hầu hết thị xã bị san phẳng bởi bom đạn, nhà thờ Tam Tòa cũng bị hư hại.. Nặng nhất là trong trận không kích ngày 11 tháng 2 năm 1965, nhà thờ bị một trận bom đánh sập, chỉ còn lại phần tháp chuông với nhiều vết đạn.

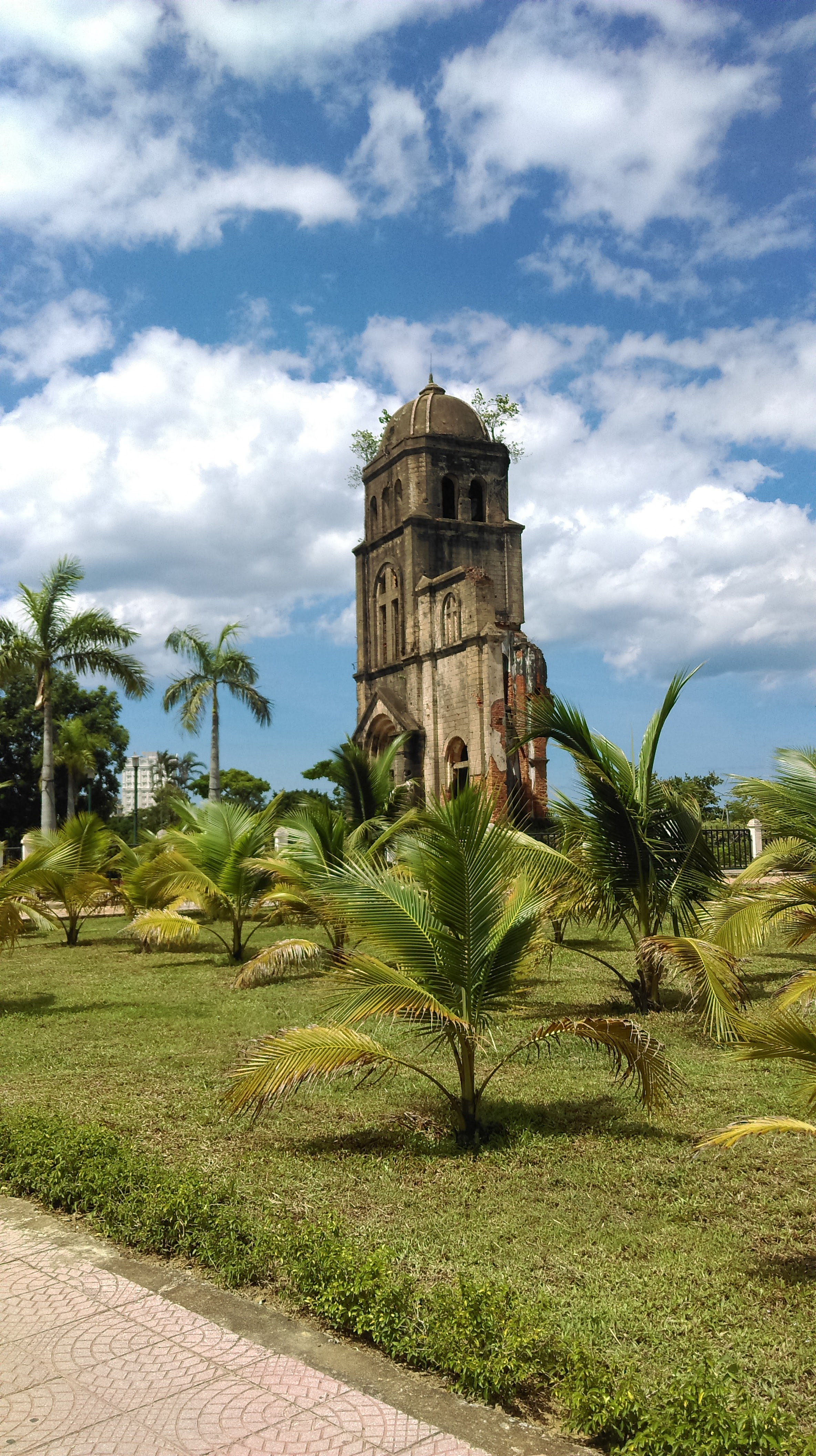

Sau khi chiến tranh kết thúc và Việt Nam thống nhất, phế tích nhà thờ được chính quyền Việt Nam giữ lại như một chứng tích chiến tranh. Nơi đây từng là một địa điểm du lịch tham quan không chính thức của Đồng Hới trong nhiều năm. Mãi đến ngày 26 tháng 2 năm 1997, Ủy ban nhân dân tỉnh Quảng Bình mới ra quyết định số 143/QĐ-UB đưa khu vực tháp chuông nhà thờ Tam Tòa trở thành khu Chứng tích tội ác chiến tranh và là Di tích văn hóa lịch sử cấp tỉnh, cần được bảo vệ nghiêm ngặt.

## Vụ tranh chấp Tam Tòa
Ngày 23 tháng 10 năm 2008, UBND tỉnh Quảng Bình và Tòa Giám mục Xã Đoài cùng thống nhất và ký bản ghi nhớ với nội dung: "Khuôn viên nhà thờ Tam Tòa cũ hiện là chứng tích tội ác chiến tranh. Hai bên sẽ giữ nguyên và tôn tạo nhằm bảo vệ cũng như phục vụ cho việc nghiên cứu, giáo dục truyền thống cho thế hệ trẻ... Giáo hội có nhu cầu xây dựng cơ sở thờ tự, thì làm thủ tục xin cấp đất theo đúng quy định, trên cơ sở quỹ đất của địa phương và quy hoạch tổng thể thành phố Đồng Hới."
Ngày 20 tháng 7 năm 2009, khoảng 200 giáo dân đã đưa nguyên vật liệu tổ chức xây dựng tại khu vực nhà thờ. Họ dựng lên một ngôi nhà bốn vì kèo bằng sắt, có mái tôn. Khi cơ quan chức năng thành phố Đồng Hới đến hiện trường yêu cầu dừng việc xây dựng, đã xảy ra xô xát, làm bị thương 2 cảnh sát. Chiều ngày hôm sau, Công an thành phố Đồng Hới đã khởi tố và bắt 7 người liên quan để điều tra tội 'gây rối trật tự công cộng'. Phúc đáp công văn của chính quyền tỉnh Quảng Bình, Toà giám mục Xã Đoài (tức giáo phận Vinh) cho rằng giáo dân Tam Tòa không vi phạm pháp luật, khi dựng lán che trên nền nhà thờ Tam Tòa không phải là nhà kiên cố nên không phải báo cáo, xin phép.
Ngày 17 tháng 8 năm 2009, Phó chủ tịch UBND tỉnh Quảng Bình Bùi Xuân Ngẫu ra quyết định 137/TB-UBND về "công trình tu bổ khuôn viên chứng tích tội ác chiến tranh tháp chuông nhà thờ Tam Tòa", quyết định này được cho là biến khu vực này thành công viên giống như đã xảy ra ở Tòa tổng giám mục Hà Nội và nhà thờ Thái Hà trước đó.
Ngày 21 tháng 4 năm 2016, gần 7 năm sau vụ tranh chấp trên, nhà thờ Tam Tòa mới được khởi công xây dựng trên khu đất được Ủy ban nhân dân tỉnh Quảng Bình cấp tại đường Phạm Văn Đồng, phường Nam Lý, trung tâm thành phố Đồng Hới, cách phế tích nhà thờ cũ cũng khoảng 3 km.